# 沃爾索爾 (密西西比州)
沃爾索爾（英語：Walthall）是一個位於美國密西西比州韋伯斯特縣的村。根據2010年美國人口普查，該地共人口144人，而該地的面積約為2.50平方千米。同時該地也是韋伯斯特縣的縣治。

## 地理
沃爾索爾的座標為33°36′24″N 89°16′44″W / 33.60667°N 89.27889°W，而該地的平均海拔高度為142米（即466英尺）。